# 2025년 아프리카 네이션스컵
2025년 아프리카 네이션스컵은 2025년 12월 21일부터 2026년 1월 18일까지 모로코에서 개최될 예정인 35번째 아프리카 네이션스컵이다.

## 개최국 선정
아프리카 축구 연맹(CAF) 집행위원회는 2019년 아프리카 네이션스컵 개최권을 박탈당한 카메룬에 대한 보상 차원에서 원래 코트디부아르가 갖고 있던 2021년 아프리카 네이션스컵 개최권을 카메룬에 양도했다. 이에 따라 코트디부아르는 기니를 대신하여 2023년 아프리카 네이션스컵을 대신 개최하게 되었고 기니는 2025년 아프리카 네이션스컵을 개최하게 되었다.
아프리카 축구 연맹 회장은 2022년 9월 30일에 대회 준비 부족 등의 이유로 기니의 2025년 아프리카 네이션스컵 개최권을 박탈했다고 발표했다. 이에 따라 대체 개최국 선정을 위한 새로운 절차가 재개되었다. 2025년과 2027년 대회의 개최국 지정은 당초 2023년 8월 15일로 예정되어 있었으나 기한 내에 개최국을 결정할 수 없었다. 결국 조직위는 2023년 9월 27일에 2025년과 2027년 대회를 각각 모로코와 케냐, 우간다, 탄자니아 3개국으로 결정하였다.

## 개최 도시 및 경기장
2023년 9월 27일, 모로코 왕립 축구 연맹은 6개 도시에서 대회를 개최할 6개 경기장의 명단을 공개했다.
| 카사블랑카        | 라바트                                     | 탕헤르                                     | 마라케시                                   |
| ----------------- | ------------------------------------------ | ------------------------------------------ | ------------------------------------------ |
| 스타드 모하메드 V | 물라이 압델라흐 스타디움                   | 이븐 바투타 스타디움                       | 마라케시 스타디움                          |
| 수용인원: 45,891  | 수용인원: 50,000                           | 수용인원: 65,000                           | 수용인원: 45,240                           |
|                   |                                            |                                            |                                            |
| 아가디르          | 라바트탕헤르카사블랑카아가디르마라케시페스 | 라바트탕헤르카사블랑카아가디르마라케시페스 | 라바트탕헤르카사블랑카아가디르마라케시페스 |
| 아드라르 스타디움 | 라바트탕헤르카사블랑카아가디르마라케시페스 | 라바트탕헤르카사블랑카아가디르마라케시페스 | 라바트탕헤르카사블랑카아가디르마라케시페스 |
| 수용인원: 45,480  | 라바트탕헤르카사블랑카아가디르마라케시페스 | 라바트탕헤르카사블랑카아가디르마라케시페스 | 라바트탕헤르카사블랑카아가디르마라케시페스 |
|                   | 라바트탕헤르카사블랑카아가디르마라케시페스 | 라바트탕헤르카사블랑카아가디르마라케시페스 | 라바트탕헤르카사블랑카아가디르마라케시페스 |
| 페스              | 라바트탕헤르카사블랑카아가디르마라케시페스 | 라바트탕헤르카사블랑카아가디르마라케시페스 | 라바트탕헤르카사블랑카아가디르마라케시페스 |
| 페스 스타디움     | 라바트탕헤르카사블랑카아가디르마라케시페스 | 라바트탕헤르카사블랑카아가디르마라케시페스 | 라바트탕헤르카사블랑카아가디르마라케시페스 |
| 수용인원: 45,000  | 라바트탕헤르카사블랑카아가디르마라케시페스 | 라바트탕헤르카사블랑카아가디르마라케시페스 | 라바트탕헤르카사블랑카아가디르마라케시페스 |
|                   | 라바트탕헤르카사블랑카아가디르마라케시페스 | 라바트탕헤르카사블랑카아가디르마라케시페스 | 라바트탕헤르카사블랑카아가디르마라케시페스 |

## 예선
상세 일정은 아래와 같다:
- 예비 예선: 2024년 3월 18일-26일
- 조별 예선 1•2차전: 2024년 9월 2일–10일
- 조별 예선 3•4차전: 2024년 10월 7일–15일
- 조별 예선 5•6차전: 2024년 11월 11일–19일

### 본선 진출국
| 팀                | 예선 결과       | 본선 진출 횟수 | 마지막 참가 | 역대 최고 성적 |
| ----------------- | --------------- | -------------- | ----------- | -------------- |
| 모로코            | 개최국, B조 1위 | 20회           | 2023        | 우승 (1976)    |
| 코모로            | A조 1위         | 2회            |             | 16강 (2021)    |
| 이집트            | C조 1위         | 27회           |             |                |
| 나이지리아        | D조 1위         | 21회           |             |                |
| 알제리            | E조 1위         | 21회           |             |                |
| 앙골라            | F조 1위         | 10회           |             |                |
| 잠비아            | G조 1위         | 19회           |             |                |
| 콩고 민주 공화국  | H조 1위         | 21회           |             |                |
| 말리              | I조 1위         | 14회           |             |                |
| 카메룬            | J조 1위         | 22회           |             |                |
| 남아프리카 공화국 | K조 1위         | 12회           |             |                |
| 세네갈            | L조 1위         | 18회           |             |                |
| 튀니지            | A조 2위         | 22회           |             |                |
| 가봉              | B조 2위         | 9회            |             |                |
| 보츠와나          | C조 2위         | 2회            |             |                |
| 베냉              | D조 2위         | 5회            |             |                |
| 적도 기니         | E조 2위         | 5회            |             |                |
| 수단              | F조 2위         | 10회           |             |                |
| 코트디부아르      | G조 2위         | 26회           |             |                |
| 탄자니아          | H조 2위         | 4회            |             |                |
| 모잠비크          | I조 2위         | 6회            |             |                |
| 짐바브웨          | J조 2위         | 6회            |             |                |
| 우간다            | K조 2위         | 8회            |             |                |
| 부르키나파소      | L조 2위         | 14회           |             |                |